# Henry Rúa
Henry Rúa (n. Machala, El Oro, Ecuador; 8 de enero de 1994) es un futbolista ecuatoriano que juega de mediocampista.

## Trayectoria
Rúa se formó en las categorías infantiles del Club Social y Deportivo Independiente. En el 2012 pasa a jugar con Fuerza Amarilla en la Segunda Categoría. Su buena temporada llama la atención de ojeadores mexicanos, quienes lo colocan en el Club Tijuana para ser parte de las categorías jueveniles. En 2013 es prestado a Deportivo Quito para disputar el torneo de la Serie A de Ecuador. Sin embargo mediados de año firma un contrato con el Trofense de Portugal.
En febrero de 2014 regresa a Ecuador para jugar en Deportivo Cuenca y luego de 5 partidos se va al Deportivo Azogues de la Serie B.
En diciembre de 2014 firma con su nuevo club, el Barcelona Sporting Club de Guayaquil.
En junio de 2016 es contratado por el A.D Isidro Metapán de El Salvador. En 2019 llega al Orense Sporting Club de Machala.

## Clubes
| Club                    | País        | Año         |
| ----------------------- | ----------- | ----------- |
| Independiente del Valle | Ecuador     | 2010 - 2011 |
| Fuerza Amarilla         | Ecuador     | 2012        |
| Club Tijuana            | México      | 2012        |
| Deportivo Quito         | Ecuador     | 2013        |
| Trofense                | Portugal    | 2013        |
| Deportivo Azogues       | Ecuador     | 2014        |
| Barcelona Sporting Club | Ecuador     | 2015        |
| Universidad Católica    | Ecuador     | 2015        |
| Norte América           | Ecuador     | 2015        |
| Aucas                   | Ecuador     | 2016        |
| Metapán                 | El Salvador | 2016        |
| Guayaquil FC            | Ecuador     | 2017        |
| Técnico Universitario   | Ecuador     | 2018        |
| Orense                  | Ecuador     | 2019        |
| Aampetra                | Ecuador     | 2020        |
| Libertad                | Ecuador     | 2021        |